# 傅蘭泰
傅蘭泰（1868年—？），字夢岩，朱爾车特氏，蒙古正黃旗人。清朝官員。
光緒二十一年（1895年）乙未科進士。同年五月，以主事分部学习。光緒三十三年（1907年）四月，任度支部右丞侍郎一職。宣統三年十月二日（1911年11月22日），改任度支部左丞侍郎一職。